# Мурата, Такаси
Такаси Мурата (яп. 村田隆, род. 4 июня 1961, Кокуракита) — японский дипломат, посол Японии в Финляндии (2019—2022).

## Биография
Занимал должность генерального директора Бюро безопасности Национального полицейского агентства Японии.
12 февраля 2019 году назначен на должность чрезвычайного и полномочного посла Японии в Финляндии. 16 апреля 2019 года прибыл в Хельсинки и 26 апреля вручил верительные грамоты президенту Финляндии Саули Нийнистё.